# Macropsis linnavuorii
Macropsis linnavuorii är en insektsart som beskrevs av Chandrasekhara A. Viraktamath 1981. Macropsis linnavuorii ingår i släktet Macropsis och familjen dvärgstritar. Inga underarter finns listade i Catalogue of Life.